# 532
532(오백삼십이)는 531보다 크고 533보다 작은 자연수다.

## 수학
- 합성수로, 그 약수는 총 12개다. (1, 2, 4, 7, 14, 19, 28, 38, 76, 133, 266, 532)
  - 532의 진약수의 합은 588이므로, 532는 과잉수다.
- 19번째 오각수다. 앞의 오각수는 477, 다음은 590이다.

## 과학
- NGC 532(영어판): 물고기자리 방향에 있는 나선은하.

## 교통

### 철도
- 간토 철도 키하532형 동차(일본어판)
- 수도권 전철 5호선 서대문역의 역번호.

### 도로
- 고속도로
  - 유럽 고속도로 532호선: 독일 메밍겐에서 퓌센까지 이어지는 유럽 고속도로.
- 기타 도로
  - 532번 지방도: 충청북도 충주시 동량면 대전리에서 단양군 어상천면 연곡리까지 이어지는 대한민국의 지방도.
  - 532번 니가타현도(일본어판)
  - 532번 시가현도(일본어판)
  - 532번 홋카이도도(일본어판)

## 군사
- U-532(영어판, 독일어판): 제2차 세계 대전에 사용된 나치 독일의 군용 잠수함.

## 문화유산
- 대한민국의 보물 제532호: 영동 영국사 승탑
- 대한민국의 사적 제532호: 상주 옥동서원

## 방송
- KT HCN의 바둑TV 채널 번호.

## 스포츠
- 5-3-2: 축구의 포메이션의 하나.

## 기타
- 연도: 532년, 기원전 532년